# Peperomia pubescentinervis
Peperomia pubescentinervis är en pepparväxtart som beskrevs av William Trelease. Peperomia pubescentinervis ingår i släktet peperomior, och familjen pepparväxter. Inga underarter finns listade i Catalogue of Life.